# Fayçal Baghriche
Pour les articles homonymes, voir Fayçal.
 (août 2019).
Si vous disposez d'ouvrages ou d'articles de référence ou si vous connaissez des sites web de qualité traitant du thème abordé ici, merci de compléter l'article en donnant les références utiles à sa vérifiabilité et en les liant à la section « Notes et références ».
Fayçal Baghriche est un artiste plasticien franco-algérien né en 1972 à Skikda en Algérie. Il vit et travaille à Paris

## Biographie
Diplômé de la Villa Arson à Nice en 1997. Il s'installe à Paris en 2000. Impliqué dans la vie culturelle parisienne depuis 2002, il participe à l'ouverture de la résidence d'artiste indépendante La Villa du Lavoir. Il crée en 2006, avec Vincent Ganivet, Matthieu Clainchard et Dorothée Dupuis, "Le Commissariat", une structure curatoriale proposant expositions en France et à l'étranger.
Son travail a été présenté dans de nombreuses expositions en France et à l’étranger avec parmi les plus récentes : As the Land Expands à Al Riwaq Art Space (Barhein, 2010), Retour vers le futur au CAPC (Bordeaux, 2010), La force de l’art 02 au Grand Palais (Paris, 2009), Architecture of Survival à Outpost for Contemporary Art (Los Angeles, 2008). Dernièrement, le Quartier à Quimper lui a consacré une importante exposition personnelle sous le titre « Quelque chose plutôt que rien ».
Empreinte d’une vision singulière, sa démarche artistique révèle la poésie et l’étrangeté des pratiques quotidiennes. Avec beaucoup d’humour, l’artiste examine la construction des symboles collectifs et des systèmes normatifs qui régulent l’espace public. Il travaille à partir de gestes simples et d’objets facilement reconnaissables. Procédant par collecte de récits ou de traces, assemblage d'objets ou de films, l’artiste propose des images qui déjouent les réflexes d'identification.

## Expositions
- La Force de l'art II, Grand Palais, Paris, 2009
- The future of a promise, Venise, 2011
- Quelque chose plutôt que rien, Quimper 2010
- Wenn du ins Feuer guckst, Berlin, 2012
- Suite et fin, le SHED, centre d'art contemporain de Normandie, 2017